# Wolffiella
Wolffiella es un género con 12 especies de plantas con flores de la familia Araceae. Es originario de América y África.
Son plantas acuáticas desarraigadas que tienen una quilla que les permite mantener su orientación en el agua.

## Taxonomía
El género fue descrito por Christoph Friedrich Hegelmaier y publicado en Botanische Jahrbücher für Systematik, Pflanzengeschichte und Pflanzengeographie 21(3): 303. 1895. La especie tipo es: Wolffiella obloga

## Especies
- Wolffiella caudata
- Wolffiella lingulata
- Wolffiella monodii
- Wolffiella obloga
- Wolffiella rotunda
- Wolffiella welwitschii